# جرار بعجلتين

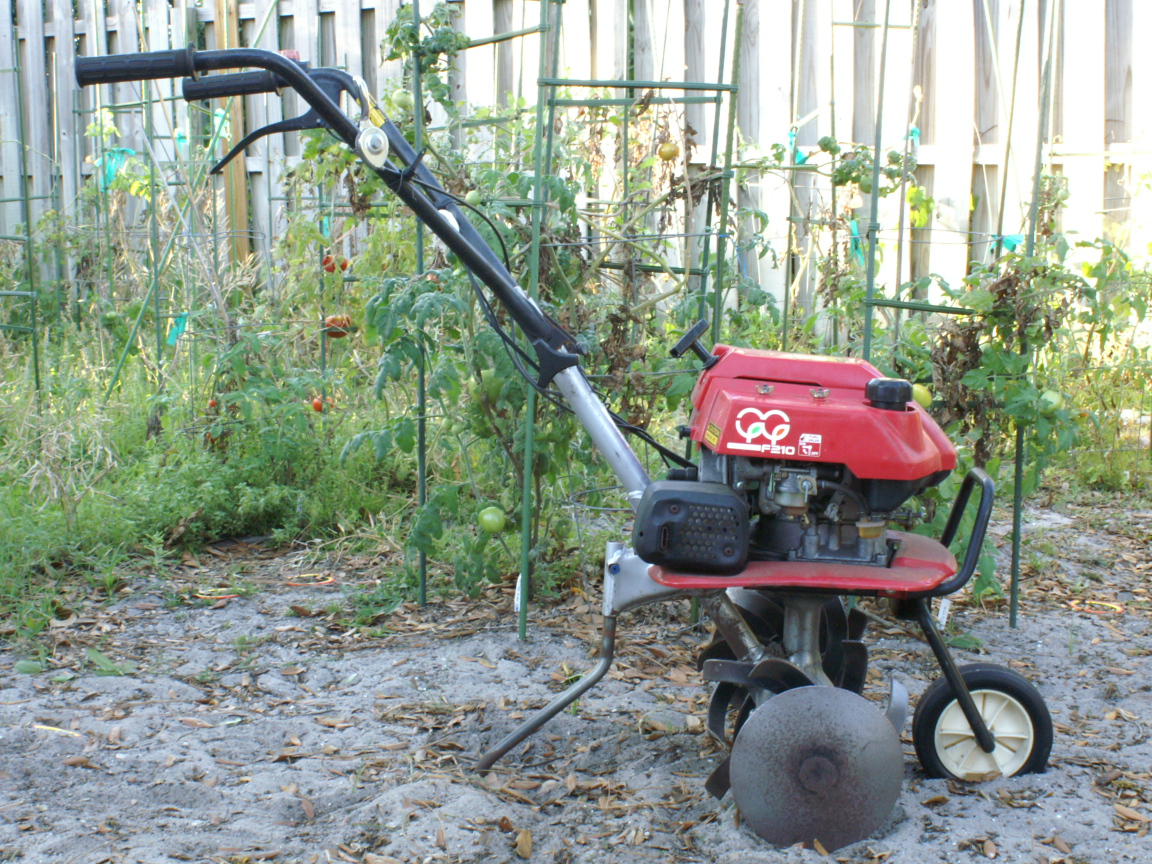
محراث طراز هوندا إف 210

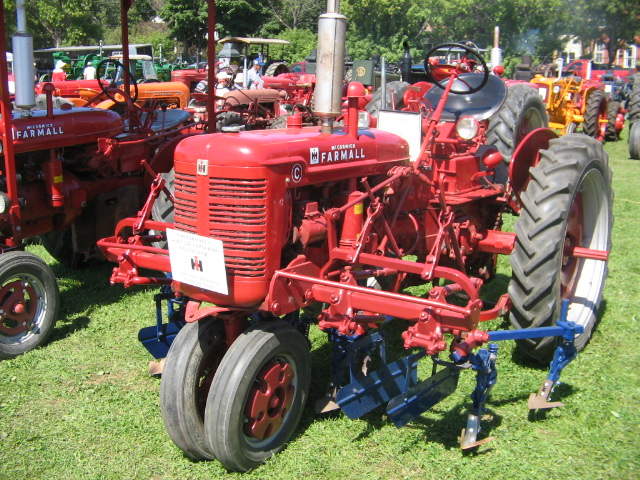
جرار فارمول (Farmall) صغير طراز 1949 مزود بصفين من المسالف الصغيرة (C-254-A)

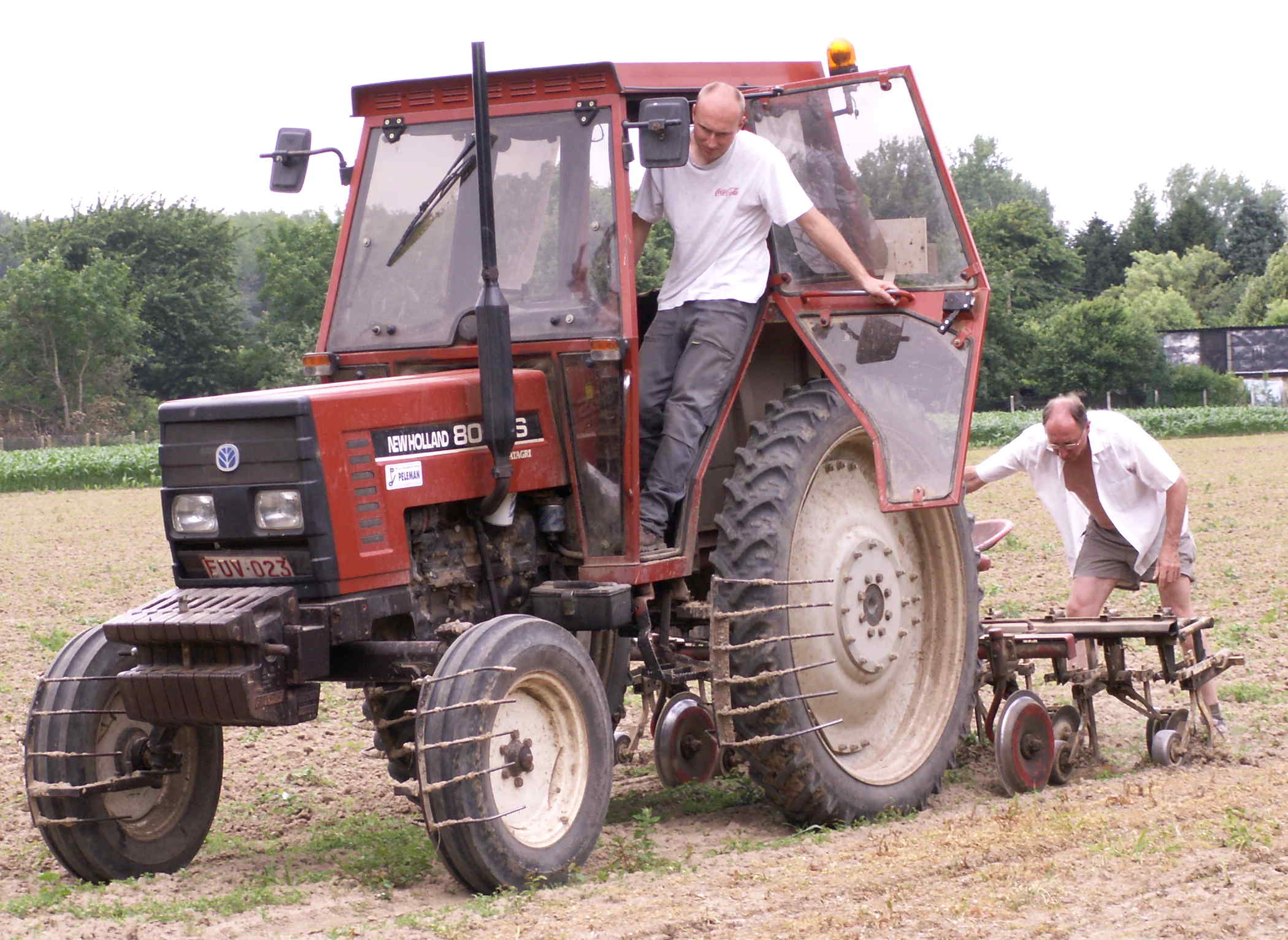
محراث مركب على جرار

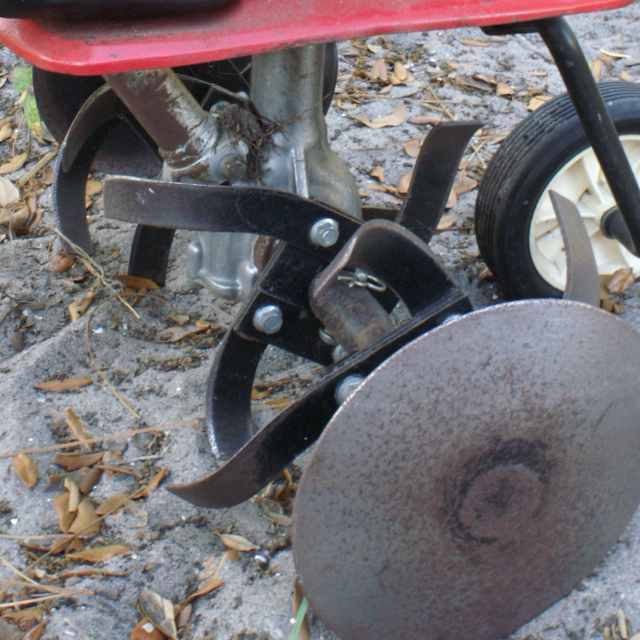
لقطة قريبة للشوكات

جرار بعجلتين هي أي نوع من أنواع أدوات الزراعة الكثيرة المستخدمة في الحراثة الثانوية. ويشير المصطلح في أحد معانيه إلى الأسنان (أو ما يسمى أيضًا السيقان) التي تشق الأرض بينما تنزلق خلالها خطيًا. ويشير أيضًا في معنى آخر إلى الآلات التي تتحرك أقراصها وأسنانها حركة دورانية لتحقيق نتيجة مشابهة. وأفضل مثال لذلك هو الجرار الدوار.
تقوم المسالف بتقليب التربة وتفتيتها أحيانًا قبل زراعة الأرض (من أجل تهوية التربة وإعداد مشتل مستوٍ ومتفكك) وأحيانًا أخرى بعدما يبدأ النبات في النمو (وذلك لقتل الحشائش— تفتيت منظم لسطح التربة بالقرب من المحصول لقتل الحشائش المحيطة عن طريق اقتلاعها أو دفن أوراقها أو هما معًا للإخلال بعملية التمثيل الضوئي). وبخلاف الكاسحة التي تفتت سطح التربة بكامله، فقد تم تصميم المسلفة بهدف تفتيت التربة على نحو دقيق يتحاشى المحصول ويمزق الأعشاب.
وتتشابه المسالف من النوع المسنن مع المحراث الإزميلي ولكنهما يختلفان في الاستخدام. وتنزل أسنان المسلفة قريبًا من السطح لمكافحة الحشائش في المعتاد، أما المحراث الإزميلي فتنزل أسنانه عميقًا في التربة ليفتت الطبقة الصماء. ولهذا تحتاج المسالف في أسنانها إلى كفاءة أقل بكثير مما تحتاجها المحاريث الإزميلية في سيقانها.
ويستخدم الفلاح المسالف صغيرة الأسنان التي يمكن جرها أو سحبها كبقية أدوات الحدائق في البستنة ضيقة النطاق، للاستخدام المنزلي على سبيل المثال، أو في مزارع الخضروات الصغيرة. وبالمثل، فإن الجرارات الدوارة تجمع بين ما تقوم به الماشطات والمسالف في آلة واحدة متعددة الأغراض.
والمسالف إما ان تكون ذاتية الحركة أو أن تجر خلف الجرار ذي العجلتين أو الجرار ذو الأربع عجلات. أما الجرار ذو العجلتين، فعادة ما يثبت بإحكام في الجرار ويزود بالطاقة منه عبر وصلات تصله بناقل الحركة الموجود في الجرار. أما الجرارات ذات الأربع عجلات فتكون مرتبطة عن طريق حلقة الثلاث نقاط ويتم تشغيلها بواسطة عمود تشغيل خارجي (PTO). ولا تزال تستخدم مقرنة قضيب القطر في أرجاء العالم. وما زالت تستخدم طاقة الحيوانات المسخرة إلى الآن، وهذا شائع نسبيًا في البلاد النامية ولكنه أقل في البلاد الصناعية.

## معلومات تاريخية
إن الفكرة الرئيسية المتمثلة في خدش التربة للقضاء على الحشائش ليست أمرًا جديدًا وكان ذلك باستخدام المعزقة أو المعول قبل ظهور المسالف بآلاف السنوات. وفي بادئ الأمر، كانت المسالف تسحبها الحيوانات المسخرة (مثل الخيل والبغال والثيران) أو يشدها الإنسان أو يسحبها. وكان بسبب نظام الزراعة التجارية الحديثة أن قلت عمليات الحرث التي تصب في صالح مكافحة الأعشاب بعد استبدالها بـ مبيدات الأعشاب. ومع ذلك، فالأمر ليس على إطلاقه فمبيدات الأعشاب غير محبذة في الزراعة العضوية كمثال.
وكان اختراع آرثر كليفورد هوارد للمحراث الدوار في 1912، حيث بدأ بتجريب العزق الدوار في حقل والده في جليجندرا، نيو ساوث ويلز في أستراليا. وكان يستخدام محرك جرار والده البخاري كمصدر للطاقة، فوجد أن الأرض يمكن حرثها ميكانيكيًا دون أن يحدث دمك للتربة كما كان الحال في الحرث اليدوي. وكان أول تصميماته تلقي بما تحرثه على جانبيها، حتى قام بتحسينها لتصبح شفرتها على شكل حرف (L) ومركبة على شفاه بعيدة بعضها عن بعض ومثبتة على دوار صغير القطر. ثم جاء تلميذه النجيب إيفيرارد مكليري، وأسس شركة بهدف صناعة تلك الآلة، ولكن تبددت أحلامه بعد بدء الحرب العالمية الأولى. وفي 1919، عاد هوارد إلى أستراليا ليستأنف ما بدأه من تصميمات ليسجل براءة اختراع بشفرات مسالف دوارة ذات خمس معاول
وشفرات مولد ومحرك احتراق داخلي في 1920.
وفي مارس من 1922، أسس هوارد شركة أوستورال أوتو كلتيفيتورز (Austral Auto Cultivators Pty Ltd)، التي عُرفت لاحقًا باسم هوارد أوتو كلتيفيتور. وكان مقرها نورثميد، ضاحية سيدني منذ 1927.
وفي هذه الأثناء في أمريكا الشمالية، كانت شركة فورد سن قد صنعت جرارات بسيطة التكلفة وعملية لـ المزارع العائلية الصغيرة والمتوسطة في سابقة لم تحدث من قبل. وجاءت المحاريث متأخرة إلى حد ما في تصميمات فورد سن، وهو ما يعكس حقيقة أن مجرد صنع محرك بقوة جر عملية كان في حد ذاته علامة بارزة في هذا القطاع السوقي. وكان ذلك ما فتح المجال أمام شركة انترناشونال هارفيستير لتسعى إلى حرث آلي؛ الأمر الذي وصل إلى إنتاج جرار فارمول (Farmall) وهو الجرار الذي صار فاتحة للفئة من الجرارات المسماة جرارات صف المحصول.
وفي أستراليا في الثلاثينيات من القرن العشرين، وجد هوارد صعوبة في تلبية الطلب العالمي المتزايد على صادراته من الآلات. فقرر السفر إلى المملكة المتحدة، وأسس شركة روتاري هوز (Rotary Hoes Ltd) في إيست هورندون، إسكس، في يوليو 1938. انتشرت فروع الشركة الجديدة في الولايات المتحدة وجنوب إفريقيا وألمانيا وفرنسا وإيطاليا وأسبانيا والبرازيل وماليزيا وأستراليا ونيوزيلندا. وأصبحت تعرف فيما بعد باسم الشركة القابضة هوارد روتافاتور ليمتد (Howard Rotavator Co. Ltd). وقد حصلت مجموعة شركات ثريج أجرو الدنماركية على مجموعة شركات هوارد في 1985، وفي ديسمبر 2000 أصبحت مجموعة هوارد عضوًا في كونجس كيلدا للصناعات في سورو، الدنمارك.
وعندما بدأ الطرح التجاري لمبيدات الأعشاب ليتم استخدامها في مكافحة الأعشاب على نطاق واسع لأول مرة في الخمسينيات والستينيات من القرن العشرين، وكان ذلك جزءًا من إدراك العالم في ذلك الوقت بأن هناك علومًا مثل الكيمياء تبشر بعالم جديد من التقدم وتقضي على بعض الممارسات القديمة (مثل القضاء على الأعشاب باستخدام المسالف). وهكذا انتشرت مكافحة الأعشاب بالمبيدات على نطاق هائل وصل في بعض الأحيان إلى الغزارة والتهور في الاستخدام. وفي عقود لاحقة، بدأ التغلب على هذا الخلل وأدركوا أنه لا بد من وضع محاذير وتوضيح الآثار الخارجية ولا بد من معالجة الأمر بروية. ولا يزال يستخدم على نطاق واسع حتى الآن، ومن المحتمل أن استخدامه سيظل حتميًا على مستوى العالم لإنتاج الغذاء بكميات كافية في المستقبل القريب، ولكن الإدارة الحكيمة تقتضي البحث عن طرق بديلة مثل الحراثة الآلية التي هي البديل التقليدي وذلك حينما تكون عملية.

## الاستخدام الصناعي
تُشغل المسالف هذه الأيام بواسطة الجرار الفلاحي وخاصة جرارات تخطيط الأراضي، وذلك تبعًا للسياسة التجارية المستخدمة في الزراعة في الآونة الأخيرة (مثل مزرعة الخضروات) تختلف المسالف الصناعية بطريقة كبيرة في الحجم والشكل والعرض من 10 قدم (3 م) إلى 80 قدم (24 م) . ويتم تزويد العديد منها بأجنحة هيدروليكية يتم طيها لتسهيل التحرك على الطريق وجعله أكثر أمانًا. وتستخدم أنواع مختلفة منها لتحضير الحقول قبل الزراعة، والقضاء على الأعشاب الضارة بين صفوف المحاصيل. وقد تكون المسلفة عبارة عن آلة متطورة يتم قطرها باستخدام الجرار عبر قضيب القطر؛ المركب في قضيب الربط ذو الثلاث فتحات، أو في أي إطار يقع تحت الجرار. ويتحكم فيها عمود التشغيل الخارجي. تعتبر المسالف بوجه عام أداة حرث مساعدة، ويشيع استخدامها بشكل أساسي في أعمال الحرث في التربة الخفيفة بدلاً من فلح الأرض.
في هذه الأيام، تتوفر الأنواع الكبيرة منها بعرض 6 م (20 قدم)، ويلزم لذلك جرار بقوة عمود تشغيل خارجي (horsepower 150 (110 kW للتحكم فيها.

### مسالف الحقول
تستخدم مسالف الحقول لإتمام عمليات الحراثة في جميع أنواع حقول المحاصيل القابلة للزراعة. الوظيفة الأساسية لمسالف الحقل هي إعداد المشتل بطريقة صحيحة لزراعة المحصول، ولغمر مخلفات المحاصيل في التربة (المساعدة في تدفئة التربة قبل الزراعة)، والسيطرة على الحشائش، ولخلط التربة ودمجها لضمان تشبع المحصول بالماء الكافي والعناصر الغذائية للنمو بشكل جيد خلال موسم النمو. تحتوي هذه الآلة على عدة سيقان مركبة في الجزء السفلي للإطار المعدني، وقضيبين ضيقين في مؤخرة الآلة تخفف من سطح التربة لتسهيل عملية الزراعة بعد ذلك. في معظم مسالف الحقل، تقوم واحدة أو أكثر من الأسطوانات الهيدروليكية برفع الآلة وخفضها، كما تتحكم في عمقها.

### مسالف تخطيط المحاصيل

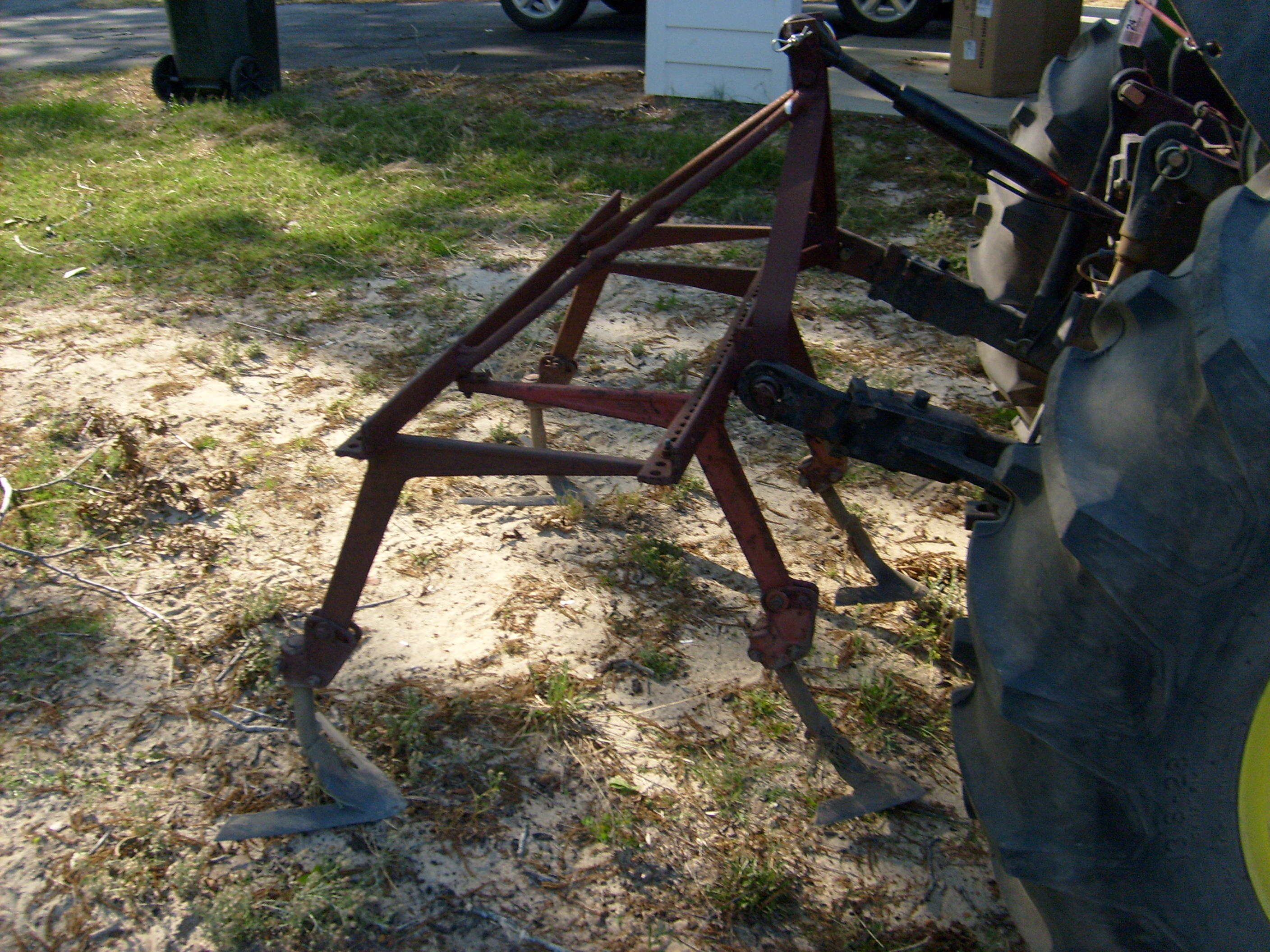
هو شادوف محلي الصنع. لاحظ الشفرات الداخلية والخارجية لـ "الشادوف".

الوظيفة الرئيسية لمسالف تخطيط المحاصيل هي السيطرة على الحشائش بين صفوف المحاصيل. يرفع قضيب الربط ذو الثلاث فتحات مسالف تخطيط المحاصيل ويخفضها في العادة، أما العجلات المزودة بمحدد قياس فتتحكم في العمق.
في بعض الأحيان نشير إليها على أنها مسالف الحشائش؛ حيث إنها في أغلب الأحيان تحتوي على شفرات مركزية تقطع الحشائش القريبة من المحاصيل من جذورها وقلب التربة، حيث يجري الشدوفان الموجودان في المؤخرة والبارزين بشكل أكثر للخارج عن الشفرات الموجودة في الوسط في وسط الصف، وتستطيع العمل من 1 إلى 5 صفوف واسعة.[بحاجة لمصدر]

## مسالف الحدائق
تستخدم معدات الحرث الصغيرة في الحدائق الصغيرة مثل الحدائق المنزلية والحدائق التجارية الصغيرة، حيث تقوم بعملية الحراثة ذات السكتين. على سبيل المثال، يقوم المحراث القلاب بأعمال «الحراثة» و«التمشيط» معًا، والقيام بعملية تخفيف التربة وتليين المشاتل. ولكنها لا تسيطر على الحشائش الموجودة بين الصفوف التي تسيطر عليها أسنان المسالف. تخصص المسالف ذات الأسنان النمطية الموجهة بواسطة شخص واحد للقيام بهذه المهام.

### البدائل والعلامات التجارية

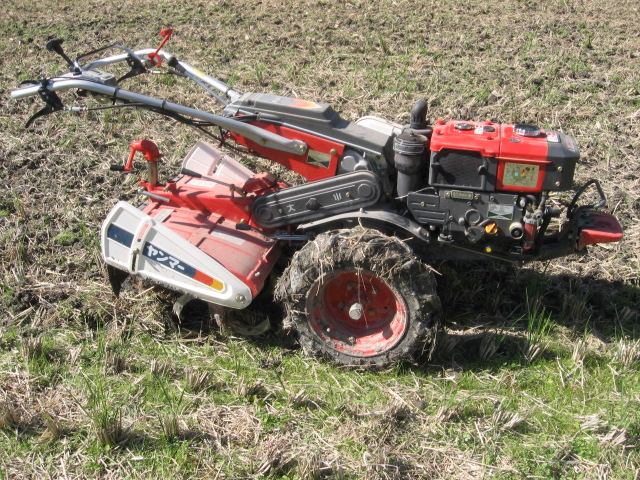
الجرار الياباني ذو العجلتين

يشيع استخدام المحاريث الدوارة في حدائق المنازل بغرض زيادة إنتاج الخضروات في هذه الحدائق. وقد تتم حراثة الحديقة عدة مرات قبل زراعة المحاصيل. يمكن استئجار المحاريث الدوارة من مراكز تأجير المعدات للاستعمال الشخصي، كما هو الحال في زراعة النجيل.
يشتهر المحراث القلاب الصغير المستخدم في الحدائق المنزلية بالعلامة التجارية روتوتيلر (Rototiller) وهناك علامات تجارية أخرى، تصنعها مجموعة هاورد، التي أنتجت مجموعة من المحاريث الدوارة، والمعروفة بالروتافاتور.
المحراث القلابعادة ما يكون المحراث القلاب مدفوعًا للأمام من خلال محرك يعمل بالبنزين (1-5 حصان أو 0.8-3.5 كيلووات) لتدوير سن الشوكة، ولا يحتوي على عجلات قوة، ولذلك قد يحتوي على عجلة/عجلات صغيرة للتحكم في الحركة والمستوى. لتحريك الآلة للأمام بسرعة، يُثبت سن الشوكة الذي تم ضبطه خلف الشفرات في العادة؛ حيث إنه خلال الاحتكاك بالتربة العميقة غير المحروثة يقوم بدور الفرامل حيث يبطئ من سرعة الآلة ويسمح لها بتفكيك أجزاء التربة. يمكن حراثة التربة أكثر من مرة عن طريق تحريك المحراث القلاب بطريقة أبطأ للأمام. يستطيع المشغل التحكم في حجم الاحتكاك أو الفرملة عن طريق رفع مقاود المحراث أو تخفيضها. لا تقوم المحاريث الدوارة بأي حركة عكسية مثل الحركة الخلفية تجاه المشغل المسببة للاصابات البالغة. أثناء عملية التشغيل، يمكن سحب المحراث القلاب للخلف للوصول إلى مناطق التربة التي لم يتم تفكيكها بطريقة كافية، ولكن يجب توخي الحذر لضمان عدم تعثر المحراث القلاب أو سحبه عن طريق المشغل. يعتبر الحرث بالمحراث القلاب أسرع من الحرث اليدوي، ولكن الصعوبة في طريقة التعامل معه حيث إنه مرهق في العمل، خاصة في الموديلات الثقيلة وذات القوة الحصانية العالية. إذا احتكت شفرات المحراث القلاب بأي شئ مدفون تحت التربة، مثل جذور الأشجار وفضلات المحاصيل المدفونة، فقد تتسبب في تحرك المحراث القلاب فجأة وبشدة في أي اتجاه.
تختلف العازقةعن المحراث القلاب، حيث زودت العازقة ذات الدفع الذاتي من صنع مجموعة هاورد بعلبة التروس وتحركها العجلات للأمام أو الخلف. تسمح علبة التروس بتعديل السرعة الأمامية بينما تبقى سرعة دوران الأجنحة ثابتة وتمكن المشغل من ضبط طريقة العمل في التربة. أما العازقة ذات العجلتين فإنها تخفف من ضغط العمل عن المشغل مقارنةً بالمحراث القلاب. تستخدم العازقات عامة في الأعمال الصعبة، حيث إنها عالية القوة (4-18 حصان أو 3-13 كيلووات) وتعمل بمحركات بنزين أو ديزل وتنجز العديد من المناطق في الساعة الواحدة. الكلمة «روتافاتور» المسجلة كـ علامة تجارية هي أحد أطول كلمات القلب المستوي في اللغة الإنجليزية.
المحراث الصغيرالمحراث الصغير هو نوع جديد من المحاريث الزراعية الصغيرة أو السوالف التي يستخدمها المزارعين أو أصحاب المنازل. وتعرف أيضًا بمحاريث القوة أو محاريث الحدائق. هذه المحاريث الدوارة المدمجة والقوية والمهمة جدًا وغير المكلفة تستخدم كبديل لالجرارات الفلاحي ذات الأربع عجلات إضافة إلى أنها أكثر توفيرًا من الجرارات الفلاحي ذات الأربع عجلات في الحقول الصغيرة للمزارعين في الدول المتقدمة.
يعتبر الجرار الفلاحي ذو العجلتينأكثر أنواع العزاقات «التي يكن ركوبها» قوة في المجال الزراعي حيث إنها تتسلل إلى حدائق المنازل، خاصة في أسيا وأفريقيا وأمريكا الشمالية، ولها المقدرة على تهيئة 1 هكتار من الأرض من 8-10 ساعات. وتعرف أيضًا بمحاريث القوة أو الجرارات المتحركة. ولم يعتد بأهميتها في السنوات الماضية إلا في مناطق زراعة الأرز، حيث كانت تُركب الأقفاص الفولاذية في العجل للقيام بعملية الجر، ولكن في هذه الأيام تُستخدم في زراعة الأراضي الرطبة والجافة في جميع أنحاء العالم. ولها وظائف متعددة مع آلات الأراضي الجافة وحقول الأرز والضخ والنقل والدراس وحفر الخنادق ورش المبيدات. يمكن استخدامها في التلال والجبال والصوب الزراعية وبساتين الفاكهة. تشتهر تصميمات الديزل في الدول النامية عن الجازولين.

## وصلات خارجية
- Selecting a Power Tiller
- Terminology and Definitions for Agricultural Tillage Implements
- Agricultural Machinery Management Data
- Field cultivator patent